# 細口毛管蚜
細口毛管蚜（学名：Anomalososiphum pithecolobii）为群蚜科奇異群蚜屬下的一个种。